# Politique en Haïti
La politique en Haïti se déroule dans le cadre d'une république présidentielle et unitaire. Depuis 1804, date à laquelle Haïti accède à l'indépendance après sa révolution, le pays a connu de nombreux régimes politiques, sans jamais arriver à mettre en place un système démocratique, malgré la promulgation de 23 constitutions successives. La dernière est entrée en vigueur en juin 2021, remplaçant celle de 1987 adoptée après la fin du régime dictatorial de la Dynastie Duvalier.
Haïti continue néanmoins de souffrir d'une instabilité politique chronique : sur les 58 présidents de la République qui se sont succédé depuis l'instauration de la fonction (dont 14 différents depuis l'approbation de la constitution de 1987), 6 seulement ont terminé leur mandat.

## Institutions

### Pouvoir exécutif
Le pouvoir exécutif est assuré par le Président de la République et le gouvernement dirigé par le Premier ministre.

#### Le président de la République
Il est élu au suffrage universel direct pour un mandat de cinq ans. Il ne peut exercer deux mandats consécutifs ni en briguer un troisième.

#### Le Premier ministre
Il est nommé par le président de la République après approbation de cette nomination par l'Assemblée Nationale au travers d'un discours de Politique Générale. Le gouvernement qu'il dirige est responsable devant le Parlement.

### Pouvoir législatif
Le pouvoir législatif est représenté par un parlement bicaméral composé de :
- La Chambre des députés comprend 119 sièges, élus pour un mandat de quatre ans.
- Le Sénat comprend 30 sièges, un tiers élus tous les deux ans.

Les deux chambres peuvent se réunir en une seule assemblée, elles constituent alors l'Assemblée nationale.

### Pouvoir judiciaire
Le droit haïtien découle en grande majorité du droit français. On y retrouve des commissaires du gouvernement nommés par l'exécutif et des juges. Pour constater une infraction, tout un chacun peut faire appel à un juge de paix. Ces dernières années, on a vu la nécessité de remettre en état de marche le Conseil Supérieur du Pouvoir Judiciaire.

## Histoire politique
Le Parti communiste haïtien est fondé en 1934.
 (novembre 2021).
Chronologie des récents évènements politiques :

### 2004
La crise politique et sociale
Haïti connait depuis le début février une aggravation des tensions entre opposants et partisans du président Jean-Bertrand Aristide. Les affrontements ont fait beaucoup de morts et plusieurs centaines de blessés.
- 1er février, manifestation à Port-au-Prince réclamant la démission du président Aristide.
- 5 février, prise de contrôle des Gonaïves par un groupe d'insurgés.
- 7 février, dans la capitale, manifestation de soutien au président Aristide de plusieurs dizaines de milliers de personnes.
- 10 février, l'opposition politique et la « société civile » regroupées au sein de la plate forme démocratique prennent leurs distances vis-à-vis de l'insurrection armée.
- 16 février, avec le soutien de paramilitaires de l'ex-dictateur Raoul Cédras, les insurgés s'emparent de la ville de Hinche au centre-est du pays.
- 17 février, le ministre français des Affaires étrangères, Dominique de Villepin, appelle la communauté internationale à envisager l'envoi d'une force de paix internationale (proposition refusée par les États-Unis).
- 18 février, les insurgés se dotent d'un commandant en chef Guy Philippe, ancien commissaire de police.
- 20 février, au cours d'une manifestation de l'opposition à Port-au-Prince, des journalistes sont blessés par des partisans armés du président Aristide.
- 21 février, un plan international de règlement de la crise est accepté par le président Aristide, mais l'opposition maintient son exigence de la démission du président.
- 22 février, les insurgés s'emparent de Cap-Haïtien, la deuxième ville du pays.
- 23 février, le départ du président Aristide semble se préciser.
- 29 février, après deux jours de tensions et de pillage dans la zone portuaire de Port-au-Prince, sous la pression internationale, en particulier de la France et des États-Unis, le président Aristide donne sa démission et quitte le pays. Des marines américains, et des gendarmes parachutistes français sont envoyés sur place. Le président de la Cour de cassation Boniface Alexandre assure l'intérim. Le président des États-Unis demande une résolution de l'ONU pour l'envoi d'une force internationale pour garantir la paix et la sécurité en Haïti, ce qui se concrétisera par la Mission des Nations unies pour la stabilisation en Haïti.

### 2005
- 1er janvier : Le président de la République par intérim Boniface Alexandre lance un appel à l’ancien président Jean Bertrand Aristide pour que celui-ci demande à ses partisans à renoncer à la violence.
- 10 février : Sept morts et une centaine de blessés à Port-au-Prince à l’occasion des trois jours gras du carnaval, selon le bilan dressé par la police nationale d’Haïti.
- 19 février : Des individus armés lancent un assaut contre le pénitencier national, la principale prison du pays. Bilan : 1 mort, 3 blessés et plus de 400 évadés.
- 25 février : Nouvelle attaque de bandits armés contre le Village de Dieu, situé au sud de Port-au-Prince. Bilan : au moins 7 morts.
- 11 mars : Le transfert de l’ancien premier ministre d’Aristide, Yvon Neptune (du Pénitencier national) vers le centre hospitalier du contingent argentin de la Mission des Nations unies pour la stabilisation en Haïti (MINUSTAH) soulève le mécontentement des proches des victimes du massacre de la Scierie, à Saint-Marc (96 km au nord de la capitale) et des organisations haïtiennes de Droits de l'homme.
- 21 mars : La MINUSTAH mène deux opérations à Petit-Goâve (68 km au sud de Port-au-Prince) et Terre Rouge (plus de 40 km au nord-est de la capitale). Bilan : 2 militaires de la MINUSTAH tués, 2 anciens militaires haïtiens tués et 12 personnes blessées.
- 28 mars : Recrudescence de l’insécurité à Port-au-Prince. 2 policiers et un chauffeur de l’Autorité portuaire nationale (APN) sont assassinés, en plein jour, à Delmas 33, banlieue nord-est de Port-au-Prince.
- 9-10 avril : Deux redoutables chefs de bande, Ravix Remissainthe et René Jean Anthony ainsi que plusieurs de leurs affidés sont tués lors de deux opérations conduites à Delmas par la police haïtienne.
- 5 mai : Durcissement de la législation pénale pour freiner le kidnapping. Suivant une décision adoptée en Conseil des ministres, les auteurs de rapts et leurs complices écoperont désormais de travaux forcés à perpétuité.
- 10 mai : la Cour de cassation annule la condamnation aux travaux forcés à perpétuité de 14 anciens militaires, dont l’ancien rebelle et paramilitaire Louis-Jodel Chamblain et l’ancien capitaine Jackson Joanis, impliqués dans le massacre de Raboteau en avril 1994.
- 31 mai : Incendie à l’un des marchés publics de la capitale dénommé Tête Bœuf par des individus armés. Bilan : 7 morts et des pertes matérielles estimées, par la Mairie de Port-au-Prince, à des millions de dollars.

### 2006
Élection de René Préval
Dans une lettre ouverte au nouveau président René Préval, publiée à Montréal, Camille Loty Malebranche estime que « vouloir diriger Haïti doit relever d’un acte de sacerdoce ». 

#### Février 2006
- 1er février : L’Organisation internationale de la francophonie (OIF) annonce qu’une mission d’observation de la Francophonie assistera aux élections présidentielle et parlementaires en Haïti le 7 février prochain.
- 2 février : Selon le représentant spécial du secrétaire général de l’ONU en Haïti, Juan Gabriel Valdés, les forces de la MINUSTAH ont reçu des instructions pour répondre « légitimement » à toute tentative visant à perturber les élections présidentielle et législatives.
- 3 février : Le président par intérim d’Haïti, Boniface Alexandre, appelle les Haïtiens à « aborder avec courage et détermination » les élections présidentielle et parlementaires prévues mardi 7 février alors qu’une menace de violences plane sur le scrutin encadré par l’ONU.
- 4 février : Le candidat favori à l’élection présidentielle en Haïti, René Préval, annule son dernier rassemblement prévu à Port-au-Prince pour cause de menaces.
- 5 février : La campagne électorale s’achève en Haïti, alors que les patrouilles et points de contrôle à Port-au-Prince sont renforcés par les Casques bleus de la MINUSTAH et la police haïtienne.
- 6 février : Le Secrétaire général de l’ONU, Kofi Annan, appelle tous les Haïtiens à participer pacifiquement aux élections présidentielle et parlementaires, ainsi que « toutes les parties à respecter le résultat des élections et le futur gouvernement à démontrer son engagement en faveur de la réconciliation et du rassemblement ».
- 7 février : Quelque 3,5 millions d’Haïtiens vont aux urnes pour élire un nouveau président et un nouveau Parlement, lors des premières élections organisées dans ce pays depuis la chute en 2004 de l’ancien président Jean Bertrand Aristide.
- 8 février :
  - Les Haïtiens ont participé en grand nombre aux élections pour choisir leur nouveau président. Les résultats des élections devraient être connus d’ici vendredi 10 février. Si aucun des candidats ne récolte 50 % des voix, un second tour est prévu à la mi-mars.
  - Au lendemain des élections en Haïti, le collectif « Kolektif Solidarite Idantite ak Libete » (KSL) publie un manifeste intitulé « Nan inite istorik tout pèp la, an nou repran chemen liberasyon pou nou konstwi nasyon an » (l'unité historique du peuple nous permettra de reprendre le chemin de la libération pour nous construire une nation) dans lequel il développe son point de vue sur la question théorique et la solution pratique de la (re)fondation de la nation haïtienne et préconise « l'unité historique du peuple » comme solution. Il en ressort que la domination coloniale et néo-coloniale serait la cause fondamentale des problèmes sociaux de l'île.
- 9 février : L’ex-président René Préval arrive en tête de l’élection présidentielle en Haïti dans plusieurs centres de vote de Port-au-Prince, selon des résultats partiels rendus publics.

#### Mars 2006
- 2 mars : L'Espagne propose à l’ONU d’accueillir une conférence internationale de donateurs pour la reconstruction d’Haïti. Lors d’une rencontre avec le représentant spécial du Secrétaire général de l'ONU et chef de la MINUSTAH, le Chilien Juan Gabriel Valdés, le ministre espagnol des Affaires étrangères, Miguel Angel Moratinos, refuse toutefois de s’engager sur une prolongation de l’engagement espagnol dans la MINUSTAH.
- 3 mars : La MINUSTAH annonce le report de plusieurs semaines du second tour des élections législatives prévu le 19 mars « pour des raisons matérielles » d’impression des bulletins de vote.
- 7 mars : La présidence haïtienne souhaite renégocier un accord avec l’ONU signé par le chef du gouvernement provisoire, Gérard Latortue, prévoyant le contrôle, la restructuration et la réforme de la police haïtienne (PNH) en collaboration avec la MINUSTAH.
- 9 mars : Selon le président du Conseil électoral provisoire (CEP), Max Mathurin, le second tour des élections parlementaires en Haïti, reporté en raison de problèmes techniques, devrait se tenir le 23 avril.
- 10 mars : Le retrait des 200 Casques bleus espagnols de la MINUSTAH débutera vers le 20 mars et s’achèvera le 5 avril. Selon la MINUSTAH, les Casques bleus espagnols « seront remplacés par des soldats venant d’Uruguay ».
- 11 mars : Le nouveau président haïtien, René Préval, se déclare en faveur d’un amendement constitutionnel visant à abolir définitivement l’armée, dissoute en 1994. Selon M. Préval, « Il faut un corps au sein de la police qui puisse intervenir dans des cas de catastrophes, qui puisse intervenir dans la surveillance des douanes et des frontières, alors que la police serait plus un agent auxiliaire de la justice ».
- 14 mars : Le nouveau président haïtien, René Préval, achève une tournée en Amérique latine. Lors d’une rencontre à Buenos Aires avec le président argentin, Nestor Kirchner, M. Préval réclame l’augmentation et le maintien de la MINUSTAH en Haïti.

### 2007
- 15 février : Les Nations unies prolongent la mission des casques bleus de la MINUSTAH de 8 mois.
- 15 octobre : Nouvelle prolongation de la mission des casques bleus de 12 mois[2].

### 2008
Le début de l'année est marqué par le hausse des prix à la consommation et particulièrement des denrées alimentaires. La situation s'envenime en avril à la suite du doublement du prix du riz, l'aliment de base dans l'île. Des émeutes éclatent faisant au moins 5 morts et plus de 200 blessés (au 16 avril 2008).
- 12 avril : le premier ministre Jacques-Édouard Alexis est destitué par le Sénat.
- 5 septembre : le Sénat approuve la déclaration de politique générale de Michèle Pierre-Louis en tant que premier ministre alors que le pays est sinistré à la suite d'une succession d'ouragans.

### 2009
- 30 octobre : Michèle Pierre-Louis est renversée par le Sénat (18 voix contre 10 et 1 abstention).
- 11 novembre : Jean-Max Bellerive est investi Premier ministre.

### 2010
- 2 février : à la suite du tremblement de terre qui ravagea notamment la capitale le 12 janvier 2010 et désorganisa totalement le fonctionnement de l'État, il fut décidé de reporter à une date ultérieure les élections sénatoriales partielles et législatives initialement prévues les 28 février et 3 mars suivants[3]. L'élection présidentielle qui doit être organisée à l’automne de cette même année, n'étant pas reportée pour le moment.

### 2011
- Le 21 avril 2011, le Conseil électoral provisoire déclare Michel Martelly officiellement vainqueur du second tour de scrutin, qui s'est tenu le 20 mars précédent, avec 67,57 % des voix face à Mirlande Manigat. Son investiture a eu lieu le 14 mai 2011.
- Le 22 juin, le parlement décide de rejeter la décision de Michel Martelly de nommer Daniel Rouzier au poste de Premier ministre, infligeant un premier revers politique au nouveau chef de l'État. À la suite de cela, Martelly présentera trois candidats qui seront tous rejetés, par suite d'une véritable dictature du Parlement.
- Le 16 septembre 2011, la nomination du médecin humanitaire Garry Conille  comme premier ministre fut officiellement approuvée à l'unanimité par les 89 députés haïtiens, puis par les sénateurs.

### Galerie présidentielle partielle 2000-2021

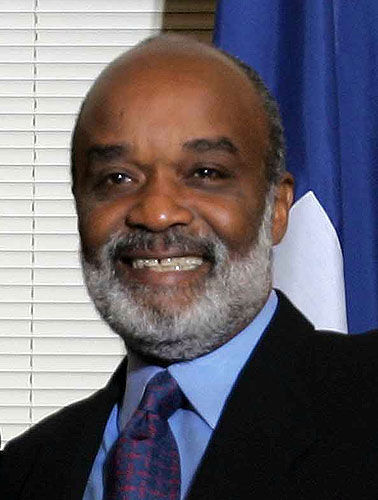
René Préval 1996-2001, 2006-2011
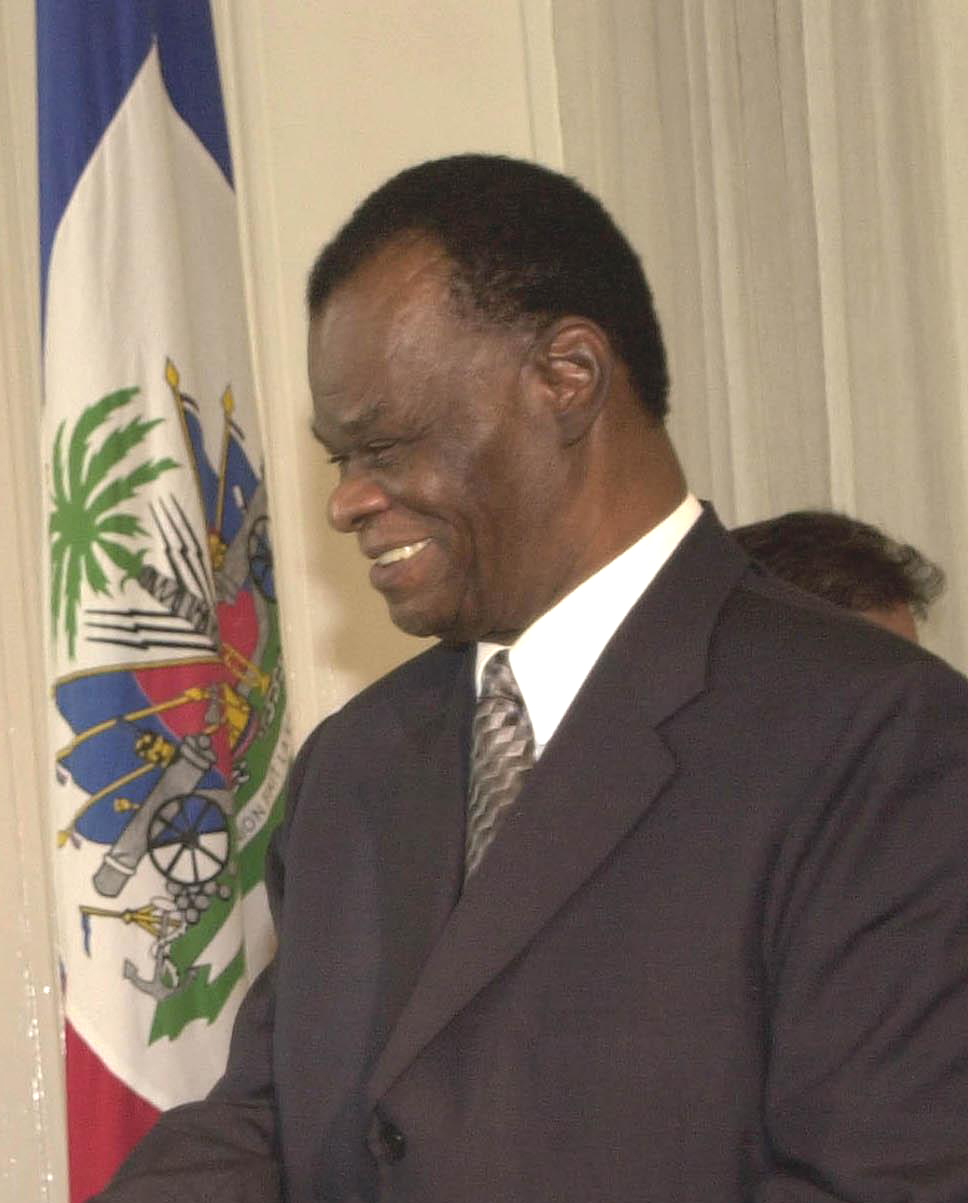
Boniface Alexandre 2004-2006
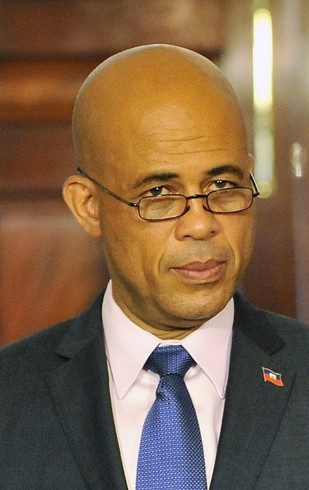
Michel Martelly 2011-2016
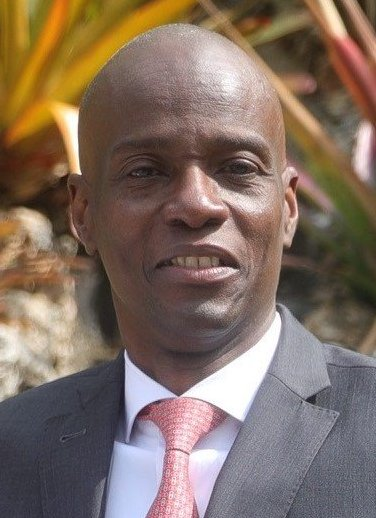
Jovenel Moïse 2017-2021

### 2021
- Crise haïtienne de 2017-2024, guerre des gangs en Haïti
- Assassinat de Jovenel Moïse (2021)
- Accord de Montana (2021)
- Gouvernement Joseph Jouthe (2020-2021)
- Gouvernement Ariel Henry (2021-2024)
- Conseil présidentiel de transition (2024-présent)
- Gouvernement Garry Conille (2) (2024-présent)

## Élections
Le pays est composé de 11 départements électoraux, le département de l’Ouest étant découpé en deux.
Chaque département électoral dispose d’un Bureau Électoral Départemental (BED), les communes disposent elles-mêmes d’un Bureau Électoral Communal (BEC).